# نورسلطان تورسینوف
نورسلطان تورسینوف (به قزاقی: Нұрсұлтан Шынбеспекулы Тұрсынов؛ زادهٔ ۳۰ ژانویهٔ ۱۹۹۱) یک کشتی‌گیر فرنگی‌کار اهل قزاقستان است. وی سابقه حضور در المپیک ۲۰۲۰ توکیو و المپیک ۲۰۲۴ پاریس را دارد.